# 阮福演
福郡公阮福演（越南语：／；1640年—1684年），又名阮福漢（越南语：／）、尊室演（越南语：／），廣南阮主第四代領袖阮福瀕的長子。
阮福演生母為慈敏孝哲皇后朱氏園，封世子、任掌營。正和五年（1684年）逝世，虛齡四十五。阮福瀕感哀悼，贈封佐理揚武功臣上柱國掌府事少師福郡公，在世賴立祠。嘉隆四年（1805年）列為上等蔭，給其子孫世襲次隊長。
阮福演有六名兒子：阮福治、阮福歷、阮福惠、阮福聰、阮福翼和阮福潛，均任掌奇；阮福惠與阮福聰二人後來因謀反被杀，明命十四年（1833年）又削去他们的尊籍，改姓阮順氏。